# Senlac n.º 411
Senlac n.º 411 es un municipio rural canadiense situado en la provincia de Saskatchewan.

## Superficie
Senlac n.º 411 tiene una superficie de 1007,3 km².

## Demografía
En 2021, tenía 198 habitantes, una densidad poblacional de 0,2 hab./km², y 143 viviendas.